# Новые Червища
Новые Червища (укр. Нові Червища) — село в Прилесненской сельской общине Камень-Каширского района Волынской области Украины.
Население по переписи 2001 года составляет 1243 человека. Почтовый индекс — 44560. Телефонный код — 3357. Занимает площадь 2,75 км².